# هری لوت
هری لوت (انگلیسی: Harry Lott; ۱۳ ژانویهٔ ۱۸۸۰ – ۵ فوریهٔ ۱۹۴۹) قایقران روئینگ اهل ایالات متحده آمریکا بود.